# Bezděčín
Bezděčín este o arie protejată (arie specială de conservare — SAC, sit de importanță comunitară — SCI) din Republica Cehă întinsă pe o suprafață de 81,18 ha, integral pe uscat.

## Localizare
Centrul sitului Bezděčín este situat la coordonatele 50°23′49″N 14°53′41″E / 50.396944°N 14.894722°E.

## Înființare
Situl Bezděčín a fost declarat sit de importanță comunitară în aprilie 2005 pentru a proteja 1 specie de animale. Situl a fost protejat și ca arie specială de conservare în august 2016.

## Biodiversitate
Situată în ecoregiunea continentală, aria protejată nu include niciun habitat protejat.
La baza desemnării sitului se află o specie protejată de  mamifere: popândău comun (Spermophilus citellus).